# آقيازي (أديامان)
آقيازي (بالكردية: Holholik‏) (بالتركية: Akyazı)‏ هي قرية كرديّة تتبع إداريّاً لمديرية أديامان في محافظة أديامان التركية الواقعة في جنوب شرق الأناضول. وبلغ عدد سكانها 154 نسمة في عام 2021.